# Bill Champlin
William Bradford "Bill" Champlin (Oakland, California, 21 de mayo de 1947) es un músico, productor y compositor estadounidense, reconocido principalmente por su trabajo con las agrupaciones Chicago y Sons of Champlin. Ha ganado varios premios Grammy por sus composiciones.
El álbum Chicago 17 de 1984 marcó la primera colaboración de Champlin con la agrupación Chicago. Compuso las canciones "Please Hold On" y "Remember the Feeling" y cantó junto a Peter Cetera la canción "Hard Habit to Break". En 1988 aportó su voz para las canciones "Look Away", "I Don't Wanna Live Without Your Love" y "You're Not Alone" del álbum Chicago 19.
En 2009 abandonó la agrupación. Además de su trabajo con la mencionada banda, Champlin publicó seis álbumes de estudio, dos álbumes en vivo y algunos sencillos entre 1978 y 1996.

## Discografía

### Estudio
- 1981: Runaway (Elektra)
- 1990: No Wasted Moments (Elektra)
- 1992: Burn Down The Night (Emotion)
- 1994: Through It All (Turnip The Music Group)
- 1995: He Started To Sing (Turnip The Music Group)
- 2008: No Place Left To Fall (DreamMakers Music)

### En vivo
- 1996: Mayday (Champlin Records)
- 2012: Santa Fe & The Fat City Horns: Live with the Champlins (Strokeland Records)

### Sencillos
- 1978: "What Good is Love"
- 1981: "Satisfaction"
- 1981: "Tonight, Tonight"
- 1981: "Sara"
- 1990: "The City"
- 1991: "Memories of Her"
- 1996: "Southern Serenade"